# سینما ۲۲ بهمن (رشت)
سینما ۲۲ بهمن یک سینما در شهر رشت، ایران است.
سینما رادیو سیتی رشت در سال ۱۳۴۴ در سبزه میدان رشت ساخته شد و پس از انقلاب به سینما ۲۲ بهمن تغییر نام داد این سینما در حال حاضر با دو سالن نمایش فیلم و با ظرفیت ۹۰۰ صندلی مشغول به کار است بزرگترین سینمای شهر رشت می باشد.
این سینما که متعلق به بخش خصوصی می‌باشد دارای یک سالن به همراه بالکن با ظرفیت ۹۰۰ نفر می‌باشد.